# 斎藤武夫
斎藤 武夫（さいとう たけお、1949年 - ）は、日本の教育者。浦和実業学園中学校・高等学校教諭。埼玉県出身。

## 人物
立命館大学文学部中退後、他職を経て1984年に埼玉県の小学校教諭になる。教諭歴は、大宮市立大成小学校・大宮市立三橋小学校・大宮市立春野小学校・さいたま市立島小学校・さいたま市立芝原小学校であり、自由主義史観研究会副代表、新大宮教育サークル会員でもある。
日本文化チャンネル桜では、2004年8月から斎藤の授業（番組名：「桜塾講座－学校でまなびたい歴史」）が定期的に放映される。また、産経新聞に長期連載後発刊された著書として『学校でまなびたい歴史』がある。

## 著書
- 『学校でまなびたい歴史』 (扶桑社、ISBN 459404140X)